# John Savile (1er comte de Mexborough)
John Savile, 1er comte de Mexborough (décembre 1719 - 17 février 1778), connu sous le nom de Lord Pollington entre 1753 et 1766, est un pair britannique et député.

## Biographie
Il est le fils aîné de Charles Savile de Methley (1676-1741). Il est entré au Parlement en 1747 en tant que député de Hedon, dans le Yorkshire de l'Est, et a par la suite également représenté New Shoreham. En 1749, il est nommé chevalier compagnon de l'Ordre du Bain. En novembre 1753, il est élevé à la pairie sous le nom de baron Pollington, de Longford, dans le comté de Longford. cependant, ce titre est créé dans la pairie d'Irlande, ce qui signifie qu'il ne l'a pas empêché de rester député. En février 1766, il est créé vicomte Pollington de Ferns dans le comté de Wexford et comte de Mexborough de Lifford dans le comté de Donegal dans la pairie irlandaise.
Il est un ami et un mécène du dramaturge et acteur-réalisateur Samuel Foote ; c'est lors d'une visite à Mexborough en 1766 que Foote perd une jambe dans un accident de monte.
Il épousa Sarah Delaval (morte en 1821), fille de Francis Blake Delaval (officier) en 1760, et ils ont trois fils :
- John Savile (2e comte de Mexborough) (1761-1830).
- Henry Savile (1763-1828).
- Charles Savile (1774-1807).